# Oliver Hinz
Oliver Hinz (* 10. April 1974 in  Gießen) ist ein deutscher Wirtschaftswissenschaftler und Professor der Wirtschaftsinformatik an der Johann Wolfgang Goethe-Universität Frankfurt am Main.

## Akademische Laufbahn
Hinz studierte von 1994 bis 2001 Wirtschaftsinformatik mit dem Schwerpunkt Marketing, Software Engineering und Graphische Datenverarbeitung an der Technischen Universität Darmstadt. Im Anschluss an sein Studium arbeitete er bis 2004 für die Dresdner Bank im Bereich Private Banking als Entwickler für Geschäftslogik. Von 2004 bis 2008 war er wissenschaftlicher Mitarbeiter an der Johann-Wolfgang-Goethe-Universität in Frankfurt am Main und promovierte im Oktober 2007 (Dr. rer. pol). Seine Dissertation trägt den Titel „Interaktive Preismechanismen in dynamischen Märkten“. Im Januar 2009 wurde er auf die Juniorprofessur für E-Finance & Electronic Markets der Johann-Wolfgang-Goethe-Universität berufen.
Von 2011 bis 2017 war er als Professor für Wirtschaftsinformatik und Wirtschaftswissenschaften an der Technischen Universität Darmstadt tätig. Im September 2017 nahm er den Ruf auf die Professur für Wirtschaftsinformatik und Informationsmanagement der Johann Wolfgang Goethe-Universität an, die zuvor Wolfgang König bekleidete.
Er war als Gastwissenschaftler an der University of Southern California, an der University of Maryland und am Massachusetts Institute of Technology tätig. Seit 2012 untersucht er zusammen mit Thorsten Strufe die Verbreitung von Nachrichten in den sozialen Netzwerken.
Im Ranking des Handelsblattes der besten Betriebswirte im deutschsprachigen Raum aus dem Jahr 2014 belegte Hinz den 154. (2012: 216.) Rang im Bereich „Lebensleistung“ und den 29. (2012: 59.) Rang im Bereich „Aktuelle Forschungsleistung“.

## Werke (Auswahl)
- Interaktive Preismechanismen in dynamischen Märkten Verlag Dr. Kovač, Hamburg (2008).
- mit Martin Spann: The Impact of Information Diffusion on Bidding Behavior in Secret Reserve Price Auctions. In: Information Systems Research (ISR) (2008), S. 351–368.
- mit Il-Horn Hann, Martin Spann: Price Discrimination in E-Commerce? An Examination of Dynamic Pricing in Name-Your-Own-Price Markets. In: Management Information Systems Quarterly (MISQ) (2011), S. 81–98.
- mit Jochen Eckert, Bernd Skiera: Drivers of the Long Tail Phenomenon: An Empirical Analysis. In: Journal of Management Information Systems (JMIS) (2011), S. 43–69.
- mit Bernd Skiera u. a.: „Seeding Strategies for Viral Marketing: An Empirical Comparison“. In: Journal of Marketing (2011), S. 55–71.
- mit Sonja Gensler u. a.: Willingness-to-Pay Estimation with Choice-Based Conjoint Analysis: Addressing Extreme Response Behavior with Individually Adapted Designs. In: European Journal of Operational Research (EJOR) (2012), S. 368–378.

## Auszeichnungen
- Dissertationspreis der Alcatel-Lucent-Stiftung (2008)
- Erich-Gutenberg-Preis für Nachwuchswissenschaftler (2008)
- Schmalenbach-Preis (2008)
- Wissenschaftspreis Handel des EHI Retail Institute e. V. (2009)
- Nominierung des best publizierten Wirtschaftsinformatikartikel für den VHB Best Paper Award 2012 durch die Wissenschaftliche Kommission Wirtschaftsinformatik (2012)
- Finalist H. Paul Root Award des Marketing Science Instituts (2012)
- Ciborra Award (ECIS 2013)
- Wissenschaftspreis (2017)
- Sheth Foundation/Journal of Marketing Award (2018)